# مورچه‌مرغ چهچهه‌زن اسپیکس
مورچه‌مرغ چهچهه‌زن اسپیکس (نام علمی: Hypocnemis striata) نام یک گونه از سرده چهچهه‌زن‌ها است.